# Солохин, Валентин Фёдорович
Валентин Фёдорович Солохин — инженер-мостостроитель, доктор технических наук, лауреат Государственной премии СССР (1983).

## Биография
Родился 29 сентября 1933 года в зерносовхозе Кень-Аральский Боровского района Кустанайской области.
Окончил Новосибирский институт военных инженеров транспорта (1955). Работал мастером на строительстве мостов в Кузбассе, Ачинске.
С 1964 года начальник мостопоезда № 470 в Новокузнецке.
С 1967 года — начальник мостопоезда № 15, г. Тобольск, Сургутский район.
С 1976 г. управляющий трестом «Мостострой-11», Сургут. После акционирования (с 1993 года) — генеральный директор АО «Мостострой-11».
Возглавляемый им коллектив построил свыше двух тысяч мостов, путепроводов и причалов. В их числе вантовый и железнодорожный мосты через Обь в районе Сургута и мостовой переход через Иртыш на участке автомобильной магистрали Ханты-Мансийск—Нягань.
Доктор технических наук.
С июля 2005 г. на пенсии.
Умер 20 ноября 2018 года.

## Награды
Почётные звания:
- Почётный транспортный строитель (1986)[1],
- Почётный железнодорожник (1986, 1996)[1],
- Заслуженный строитель Российской Федерации (5 июля 1994) — за заслуги в области строительства и многолетний добросовестный труд[2],
- Почётный строитель России (1998)[1],
- Почётный гражданин Ханты-Мансийского автономного округа (2000)[1],

Государственные награды Российской Федерации:
- орден «За заслуги перед Отечеством» III степени (1997)[3],
- орден «За заслуги перед Отечеством» IV степени (2005)[4],
- орден Почёта (2001)[5],

Государственные награды СССР:
- орден «Знак Почёта» (1966)[1],
- орден Трудового Красного Знамени (дважды — 1971 и 1974)[1],
- орден Октябрьской Революции (1986)[1],
- медаль «За доблестный труд в ознаменование 100-летия со дня рождения Владимира Ильича Ленина» (1970)[1],
- медаль «За освоение недр и развитие нефтегазового комплекса Западной Сибири» (1979)[1],
- медаль «Ветеран труда»[1],

Премии:
- Премия Совета Министров СССР (1972)[1],
- Государственная премия СССР в области науки и техники (1983) — за разработку и внедрение прогрессивных технических решений, обеспечивших ускоренное строительство железных дорог в нефтегазоносных районах Тюменской области[6],
- Премия «За выдающийся вклад в социально-экономическое развитие округа»[1],

Прочее:
- медаль А. А. Николаева (2017)[1]

Дал своё имя:
- В 2000 году в честь 25-летия «Мостострой-11» и одна из малых вновь открытых планет Солнечной системы получила название «Солохин».
- В 2021 году построенному его коллективом Югорскому мосту присвоили имя Валентина Солохина.